# Rössjöholms gods
Rössjöholm är ett gods i Tåssjö socken, Ängelholms kommun.
Rössjöholm ligger vid Rössjön en mil väster om Örkelljunga. Den nuvarande huvudbyggnaden är ett enkelt envåningshus med två flyglar, uppfört 1731.

## Historia
Förste kände ägaren till Rydtzeholm var den danske riddaren Olof Geed, omkring 1500. Hans sondotter Karen Geed förde genom gifte med Mogens Krabbe gården till Krabbesläkten. Den har senare tillhört medlemmar av släkterna Leijonsköld, Silfverskiöld, Sjöcrona med flera.  Ruiner efter den medeltida borgen finns kvar. 
En äldre borg uppfördes 1553 av Karin Geed vid Rössjön på sydsluttningen av Hallandsåsen. Den var väl befäst och försedd med inte mindre än sju torn. När skånska kriget bröt ut låg borgen på en holme i Rössjön. Sedan snapphanarna 1676 intagit den, kunde den under lång tid motstå den svenska belägringskåren som sänts ut från Helsingborg. Borgen raserades för att inte ge ytterligare skydd åt friskyttarna. En ny huvudbyggnad uppfördes på fastlandet år 1696. Denna köptes av landshövding Nils Silfverschiöld år 1705. Byggnaden brann ner 1730, återuppbyggdes 1731, men brann igen vid invigningen, då förladdningen från en kanonsalut satte eld på taket. Därefter uppfördes så det hus i karolinerstil som finns kvar än i dag. Sedan 1857 tillhör godset den ursprungligen danska familjen Rosenörn-Lehn.
Den kände författaren Frans G. Bengtsson föddes och växte upp på Rössjöholm, där hans far var förvaltare. Han har skildrat sina minnen i boken "Den lustgård som jag minns" (1953).